# Lepră
Lepra (sau boala Hansen) este o boală infecțioasă gravă cunoscută din antichitate, provocată de Mycobacterium leprae sau Mycobacterium lepromatosis. Principalele forme ale bolii se bazează pe numărul de bacterii prezente: paucibacilare și multibacilare.  Cele două forme se diferențiază prin numărul de pete ușor depigmentate prezente, formele paucibacilare având mai puțin de cinci pete, iar formele multibacilare având mai mult de cinci pete. Diagnosticul este confirmat prin identificarea de bacili acido-rezistenți într-o biopsie a pielii sau prin detectarea de ADN prin reacția de polimerizare în lanț. Lepra este mai des întâlnită la persoanele care locuiesc în condiții de sărăcie și se crede că este transmisă prin picături respiratorii. Nu este foarte contagioasă.
Există o organizație internațională pentru combaterea leprei ILEP - International Federation of Anti-Leprosy Associations care caută eradicarea bolii pe glob, lucru dificil din cauza timpului de incubație lung .
În România mai există boala în delta Dunării, în Tichilești o localitate în județul Tulcea, Dobrogea se află singurul sanatoriu (spital) unde mai conviețuiesc cei bolnavi de lepră.

## Istoric
Boala este cunoscută din vechime, fiind amintită deja în primele izvoare scrise din istorie. Cercetările mai recente au stabilit că locul de origine a bolii este Africa de est. De aici boala s-a extins în Europa și Asia ajungând în India.
În Vechiul Testament, partea Leviticus (cartea 3-a a lui Moise), boala este descrisă amănunțit în capitolul XIII vers. 1-46. De menționat că aici lepra nu este considerată ca o boală diferită de alte boli dermatologice ca Lupus erythematodes (boală de piele cu o etilogie necunoscută), sau „Lupus vulgaris” (tuberculoză dermică), cauza fiind necunoscută datorită cunoștințelor medicale puține din acel timp.

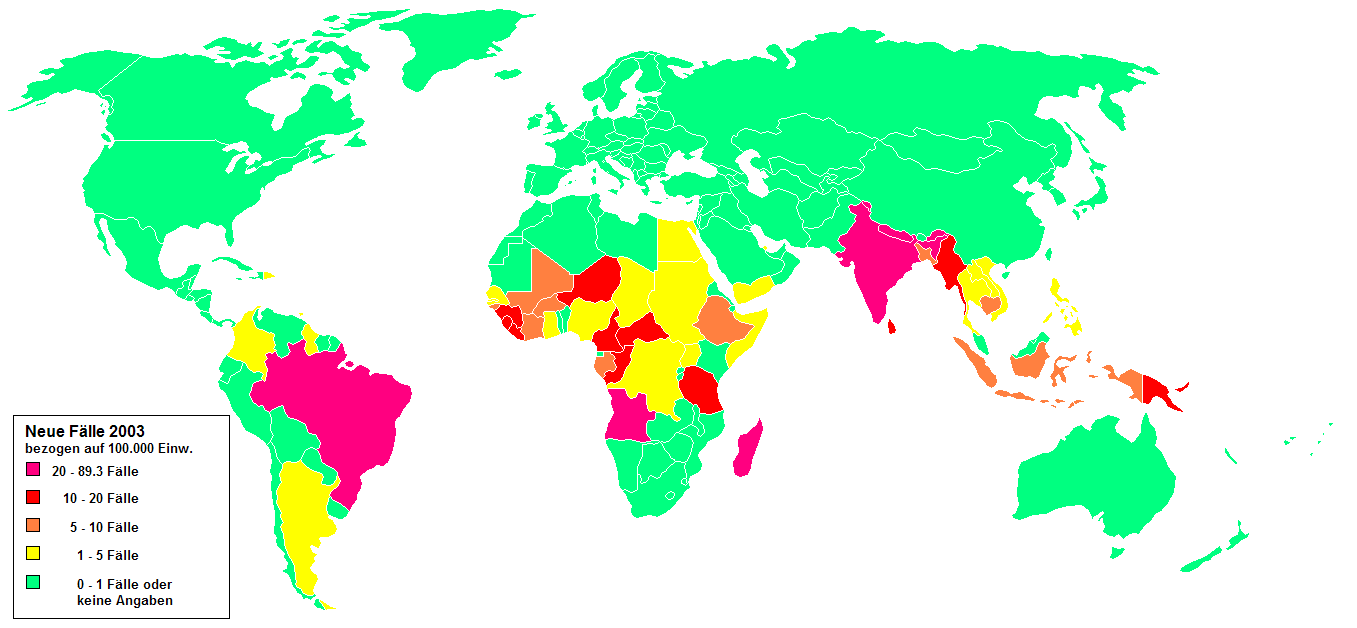
Noile infecții cu lepră (2003)

La fel boala este amintită în Roma și Grecia antică. O preocupare deosebită cu această boală a fost în timpul lui Cicero. Mai târziu prin secolele VII și VIII boala este răspândită în rândul populației langobarde (popor germanic din nordul Italiei).
Prin secolul IX și XI boala este amintită în Würzburg, Bremen sau colonia de leproși (Leprosorium) din Aachen.
Conform specialiștilor, lepra probabil nu exista în Grecia dinaintea lui Hristos și sunt voci care afirmă că nu exista nici în Israelul dinaintea lui Hristos.
Cruciadele fiind considerate ca unul din factorii importanți care au determinat răspândirea bolii în Evul Mediu, boala atinge un apogeu în secolul XIII și dispare la sfârșitul secolului al XVI-lea, lăsând bolnavii cu forma cronică de lepră.
Lepra este considerată azi o boală care se poate transmite numai în condiții igienice deficitare, stare de subnutriție care determină o slăbire a sistemului imun.
Fenomenul de contaminare era deja cunoscut de la epidemiile de pestă, ceea ce a determinat izolarea leproșilor în colonii, evitându-se contactul cu bolnavii, neținând seama de cei contaminați care erau în perioada de incubație a bolii.
Lepra se extinde în zona Caraibelor și pe continentul american prin colonizarea Americii și comerțul cu sclavi. O extindere mare a bolii are loc în secolul XIX în Norvegia, atingând cifra de 2800 de leproși. În această perioadă este descoperit de medicul norvegian Hansen agentul etiologic.

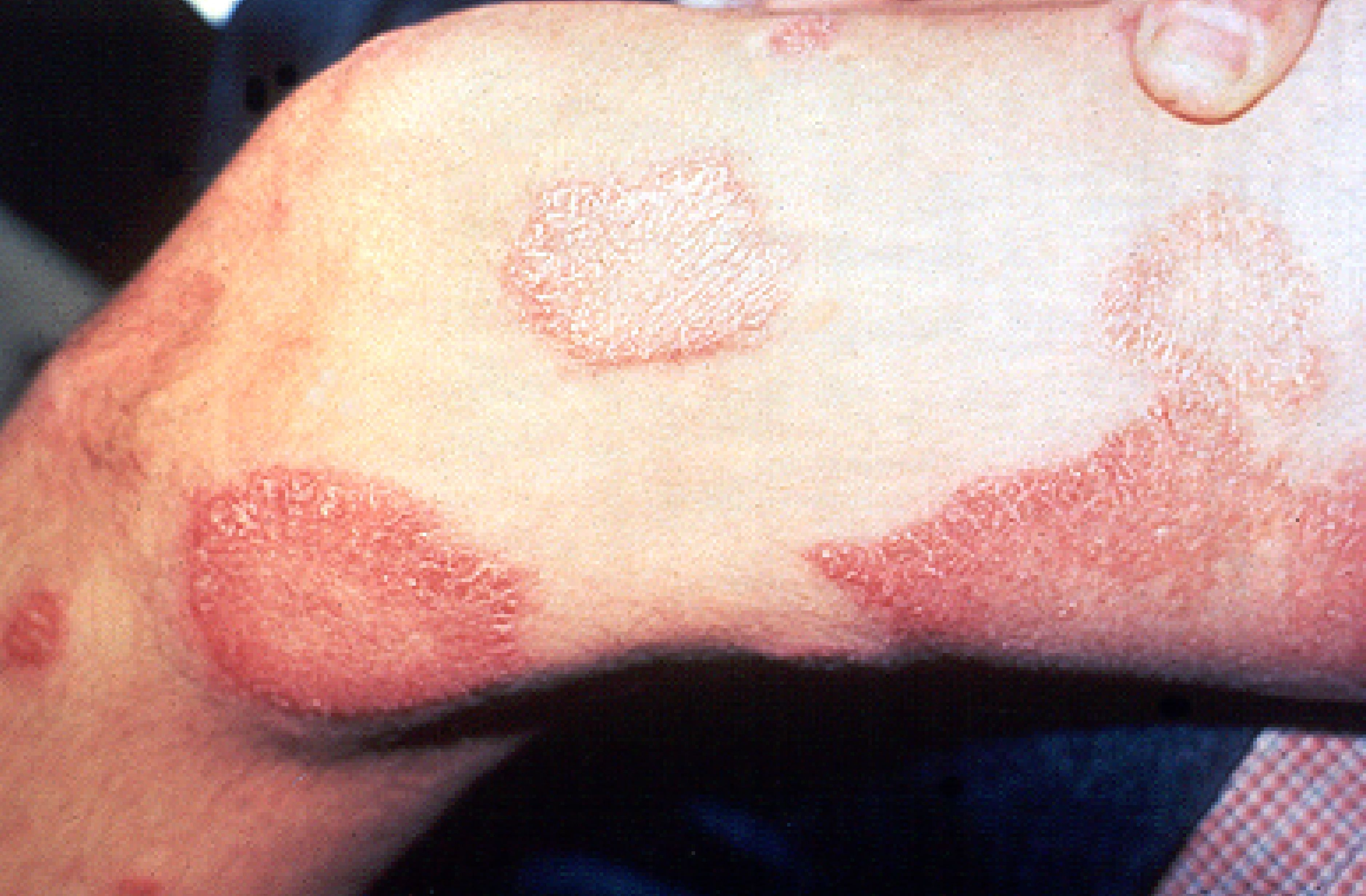
Plăci cutanate eritematoase (forma nespecifică)

## Simptome
Inițial, infecțiile nu prezintă niciun simptom și, în general, rămân asimptomatice timp de 5 până la 20 de ani. Printre simptomele care apar, se numără granuloame ale nervilor, ale tractului respirator, ale pielii și ale ochilor. Aceasta poate conduce la absența capacității de a simți durere și, astfel, la pierderea extremităților din cauza rănirilor repetate. De asemenea, printre simptome se mai numără și slăbiciunea musculară și vederea încețoșată.
Lepra este o boală cu o evoluție cronică, semnele de boală variază mult de la un pacient la altul, la congresul internațional de combatere a leprei din anul 1953 s-a făcut categorisirea formelor de boală:
1. lepra nedefinită (prima fază cutanată eritematoasă)
2. lepra tuberculoasă (căderea părului, apar inflamații nodulare pe traiectul nervilor, descompuneri de țesuturi)
3. lepra bordeline (formă instabilă, fiind definită de starea imună, care trece în forma gravă)
4. forma de lepră gravă (forma contagioasă, apar pete roșiatice, brune, „cap de leu”, inflamații pe traiectul sistemul limfatic și nervos, descompunerea de țesuturi cu tumefieri și ulcerații. Aceste procese se pot extinde în mușchi, oase tendoane și organe, moartea fiind produsă de infecțiile secundare bacteriene.

## Tratament
Azi lepra este o boală care se poate trata, costul tratamentului este o problemă încă nerezolvată în țările în curs de dezvoltare.
Primul pas important în combaterea bolii a fost făcut în anul 1873 de medicul Gerhard Armauer Hansen prin descoperirea agentului cauzal. 
După o cercetare timp de patru ani a bolii (1884-1888) de către medicul dermatolog german Eduard Arning (1855-1936) dovedește faptul că lepra este o boală transmisibilă, timp de 20 de ani boala neputând fi tratată.
Descoperirea sulfamidelor (Gerhard Domagk), urmat de terapia cu sulfonamida Archie Cochrane, Dapson (DDS) (1947) este un pas important în tratamentul infecțiilor.
Rezultatele tratamentului sunt influențate de starea imună a bolnavului, de forma și evoluția bolii. În funcție de diagnostic (lepromintest) durata tratamentului poate fi de o lună sau poate dura ani întregi.
Lepra poate fi tratată. Tratamentul leprei paucibacilare presupune administrarea de dapsonă și rifampicină pe o perioadă de 6 luni. Tratamentul formei de lepră multibacilară presupune administrarea de rifampicină, dapsonă și clofazimină pe o perioadă de 12 luni. Aceste tratamente sunt oferite gratuit de  Organizația Mondială a Sănătății. De asemenea, se pot administra o serie de antibiotice.

## Cercetare
Până în prezent nu s-a reușit cultivarea bacteriei în laborator (vitro), însă din anul 1960 s-a reușit inocularea M. leprae la animale din familia Dasypodidae (furnicar, leneș), care nu se îmbolnăvesc din cauza temperaturii corporale mai scăzute.
Din anul 1971 aceste animale sunt folosite în scopul producerii unui vaccin antilepros.

## Vezi și
- Jacinto Convit
- Ruth Pfau